# Arkalyk

Wapenschild van Arkalyk

Arkalyk (Kazachs: Арқалық Қ.Ә., Arqalyq Q.Ä.) is een - met district gelijkgestelde - stad in oblast Qostanay te Kazachstan. Het ligt 480 km van Qostanay en 670 km van Astana verwijderd. In 2009 bedroeg het aantal inwoners 41.000, begin 2015 42.000, waarvan 74 % Kazachen en 14 % Russen.
Arkalyk ontstond in 1956 en vormde toen een nederzetting van bouwers en geologen. Arkalyk verwierf stadsstatus in 1965. Op het hoogtepunt van economische activiteit leverde de naburige mijn 20% van alle gewonnen bauxieterts in de Sovjet-Unie. Dat wordt echter elders verwerkt, aangezien het stadje zelf niet in staat is het benodigde water te leveren.
Aan het eind van de tachtiger jaren stortte de lokale economie ineen; 35% van de bevolking trok weg. Het lokale bestuur plaatste veel inwoners uit bijna verlaten wijken over naar gebieden in de buurt van het stadscentrum. Op deze wijze kon de overheid tegen redelijke kosten gas, elektriciteit en stromend water blijven leveren.